# London (Ohio)
London is een plaats (city) in de Amerikaanse staat Ohio, en valt bestuurlijk gezien onder Madison County.

## Demografie
Bij de volkstelling in 2000 werd het aantal inwoners vastgesteld op 8771.
In 2006 is het aantal inwoners door het United States Census Bureau geschat op 9496, een stijging van 725 (8,3%).

## Geografie
Volgens het United States Census Bureau beslaat de plaats een oppervlakte van
22,0 km², geheel bestaande uit land. London ligt op ongeveer 314 m boven zeeniveau.

## Plaatsen in de nabije omgeving
De onderstaande figuur toont nabijgelegen plaatsen in een straal van 20 km rond London.